# Renealmia laxa
Renealmia laxa är en enhjärtbladig växtart som beskrevs av Karl Moritz Schumann. Renealmia laxa ingår i släktet Renealmia och familjen Zingiberaceae.
Artens utbredningsområde är Kamerun. Inga underarter finns listade i Catalogue of Life.